# 別子大水害
別子大水害（べっしだいすいがい）は、愛媛県新居浜市（当時、別子山村）の別子銅山および周辺で1899年（明治32年）に発生した土砂災害。

## 災害発生前
別子銅山は、江戸時代から続く国内有数の銅山であり、周辺は古くから企業城下町が形成されてきた。一方、鉱山の開発と人口の集中、製錬技術の進歩による煙害の発生等により、付近の山々は森林が伐採されたり枯死するなどしてはげ山と化し、豪雨による災害の危険性が高まっていた。
こうした鉱山周辺の環境劣化を見た支配人伊庭貞剛は、森林復元計画を立案。1894年（明治27年）から植林活動を始め、水害の前年である1898年（明治31年）には工業所に山林課（現在の住友林業の源流の一つ）を設置するに至っている。

## 災害の発生
1899年（明治32年）8月28日。台風が別子銅山を襲い、1時間も満たない間に300mmを超える雨量の集中豪雨が発生した。このため、はげ山から流出する土砂が土石流となって谷間を流下。鉱山施設とともに谷間の社宅を押し流し、山内で513名、新居浜市側で54名とも数えられる死者を出す大災害となった。

## 災害の発生後
山元の精錬施設や居住施設の一部は放棄され、施設の移転が進められていた四阪島への集約が加速した。
一方で、災害の原因となったはげ山の回復は、銅山の復旧と同時並行的に進められた。1901年（明治34年）3月の帝国議会において、当時、足尾銅山の鉱毒問題を追及していた田中正造は、別子銅山が推進する植樹活動を賞賛する演説を行っている。
1904年（明治37年）、伊庭貞剛の後任の鈴木馬左也は、森林計画を立案して鉱山周辺部の造林事業に着手。植物の生育に適さない鉱山周辺の痩せ地にはカラマツやニセアカシア、クロマツを、その周辺部にはスギやヒノキなどの造林木が植樹された。災害後、100年以上経過した21世紀の現在では、植林された木々は山々を覆い尽くし、はげ山の面影はない。